# Carl Carlheim-Gyllensköld (konstnär)
Carl Edvard Carlheim-Gyllensköld (ursprungligen Brelin), född 23 april 1768 i Karlskrona, död 18 februari 1819 i Augsburg, var en svensk militär och akvarellkonstnär.
Carl Carlheim-Gyllensköld föddes som son till majoren vid Kalmar regemente Per Brelin och Eva Henrietta Spalding. Femton år gammal avlade han sjö- och lantofficerexamen och genomförde en glänsande karriär. Han förordnades 1783 till informationsofficer vid kadettkåren, sedan han året innan blivit fänrik vid örlogsflottan. Under sjökriget 1788 kommenderades han till flaggadjutant på chefsskeppet Konung Gustaf III, och deltog i slaget vid Hogland där han gjorde sig känd både av hertig Karl och kungen, vilka använde honom till åtskilliga uppdrag, bland annat som parlamentär med ryssarna. Året därpå utnämndes Carlheim-Gyllensköld till stabsadjutant hos storamiralen hertig Carl, och bevistade slaget vid Öland och övriga slag under året, och utnämndes före årets slut till överadjutant och major vid flottan. Sedan Carlheim-Gyllensköld även 1790 deltagit i flottans drabbningar, utnämndes han 1792 till legationssekreterare i Lissabon. Han utnämndes 1800 till överadjutant hos kungen och utnämndes´1802 till överstelöjtnant i flottorna och generaladjutant av eskadern 1813 och samma år han blev han konteramiral. År 1805 adlades han och blev adopterad Carlheim-Gyllensköld 1907 på sin mors styvfars adliga namn och nummer och blev friherre 1817 och som sådan kallade han sig Gyllensköld. Strax efter Karl XIV Johans ankomst till Sverige knöts han till denne och utnyttjades i en mängd uppdrag och blev ordförande för konvojkommissariatet. Han utnämndes till chef för den Dramatiska teatern 1798 där han bland annat avporträtterade Johan Hugo Hamilton i en akvarell. Carlheim-Gyllensköld är representerad med akvareller och teckningar vid Uppsala universitetsbibliotek och Nationalmuseum. För att återställa sin försvagade hälsa företog Carlheim-Gyllensköld en utländsk resa, under vilken han avled i Augsburg.